# Thomas Hörster
Thomas Hörster est un footballeur allemand né le 27 novembre 1956 à Essen. Il évoluait au poste de défenseur.

## Carrière
- 1974-1977 : Schwarz-Weiss Essen  Allemagne
- 1977-1991 : Bayer Leverkusen  Allemagne[1]

## Palmarès
- 4 sélections et 0 but en équipe d'Allemagne entre 1986 et 1987
- Vainqueur de la Coupe de l'UEFA en 1988 avec le Bayer Leverkusen.